# Stengöl (Fågelfors socken, Småland)
Stengöl är en sjö i Högsby kommun i Småland och ingår i Emåns huvudavrinningsområde.